# Cadre-45/2-Weltmeisterschaft 1914

Veranstaltungsort: Paris

Die Cadre-45/2-Weltmeisterschaft 1914 war die elfte Weltmeisterschaft, die bis 1947 im Cadre 45/2 und ab 1948 im Cadre 47/2 ausgetragen wurde. Das Turnier fand vom 8.–14. Mai 1914 in Paris in Frankreich statt. Veranstaltet wurde sie erstmals von der neu gegründeten Fédération Française des Amateurs de Billard (FFAB).

## Geschichte
Nachdem die Differenzen der beiden Billard-Verbände FFB und FSFAB beseitigt waren schlossen sie sich zur Fédération Française des Amateurs de Billard (FFAB) zusammen. Ab jetzt wurde nur noch eine Amateurweltmeisterschaft ausgetragen. Der Belgier Pierre Sels verteidigte seinen Titel und wurde zum vierten Mal Weltmeister. Charles Faroux aus Frankreich verbesserte den Serien Weltrekord auf 169.

## Turniermodus
Das ganze Turnier wurde im Round Robin System bis 400 Punkte gespielt. Bei MP-Gleichstand wird in folgender Reihenfolge gewertet:
1. MP = Matchpunkte
2. GD = Generaldurchschnitt
3. HS = Höchstserie

## Abschlusstabelle
| MP    | Match Points (Sieger = 2; Unentschieden = 1; Verlierer = 0) |
| Pkte. | Erzielte Karambolagen                                       |
| Aufn. | Benötigte Versuche                                          |
| GD    | Generaldurchschnitt                                         |
| BED   | Bester Einzeldurchschnitt eines Spielers                    |
| HS    | Höchstserie                                                 |
|       | Bester GD des Turniers                                      |
|       | Bester ED des Turniers                                      |
|       | Beste HS des Turniers                                       |
|       | 1. Platz (Gold)                                             |
|       | 2. Platz (Silber)                                           |
|       | 3. Platz (Bronze)                                           |

| Platz                      | Name             | MP   | Pkte. | Aufn. | GD    | BED   | HS  |
| -------------------------- | ---------------- | ---- | ----- | ----- | ----- | ----- | --- |
| 1                          | Pierre Sels      | 10:0 | 2000  | 109   | 18,34 | 26,66 | 116 |
| 2                          | Rudolphe Agassiz | 8:2  | 1907  | 113   | 16,87 | 23,52 | 110 |
| 3                          | Charles Faroux   | 6:4  | 1968  | 138   | 14,26 | 21,05 | 169 |
| 4                          | Leon Rudelsheim  | 4:6  | 1246  | 148   | 8,41  | 9,30  | 123 |
| 5                          | Raymond de Drée  | 2:8  | 1724  | 139   | 12,40 | 14,28 | 88  |
| 6                          | Labouret         | 0:10 | 1330  | 152   | 8,75  | –     | 57  |
| Turnierdurchschnitt: 12,73 |                  |      |       |       |       |       |     |